# Кнооп, Андреа фон
Андреа фон Кнооп (нем. Andrea von Knoop; родилась 5 марта 1946 года, Констанц, ФРГ). С 1993 по 2007 год глава представительства немецкой экономики в Российской Федерации, в 1995-2007 годах председатель правления Союза немецкой экономики в Российской Федерации, предшественника Российско-Германской внешнеторговой палаты (ВТП).
Является Почётным президентом Российско-Германской ВТП и членом Правления Германо-российского форума (Берлин).

## Биография
По собственному утверждению, на сегодня она единственный представитель известной династии фон Кнооп и единственный носитель этого имени в России, предок её мужа – Людвиг фон Кнооп – был основателем российской текстильной промышленности.
Впервые приехала в Советский Союз совсем юной в составе делегации ФРГ на выставку «Химия-1965». По своей инициативе прошла в начале 70-х стажировку в МГУ.
Работала в представительствах крупных немецких банков в СССР, являлас первым генеральным директором Германо-Советского совместного предприятия «Артур Андерсен в СССР».
В 1993 году по предложению известного немецкого предпринимателя, многолетнего председателя Восточного комитета германской экономики и президента ДИХК (Торгово-промышленная палата Германии) Отто Вольф фон Амеронгена возглавила представительство немецкой экономики в Россий, а через два года заняла пост председателя правления Союза немецкой экономики, продолжая совмещать обе должности вплоть до 2007 года.. Госпожа фон Кнооп представлена в руководящих должностях российских организаций. К примеру, на протяжении 10 лет она является членом правления Клуба директоров Союза Российских Промышленников и Предпринимателей, делая её единственной иностранной представительницей в его правлении и входит в состав попечительского совета Экспертного института РСПП. Вдобавок к предпринимательской деятельности Андреа фон Кнооп в течение 9 лет она является почётным членом Клуба православных предпринимателей Русской православной церкви.
С 2007 по 2021 год являлась старшим советником фирмы «Эрнст & Янг», считается одним из ведущих специалистов по немецкому бизнесу в Москве.
«Я – немка с русской душой. Меня связывают с этой страной около 40 лет жизни»
Указом Президента Российской федерации В.В. Путина № 331 от 13 июля 2016 ей присуждено гражданство Российской Федерации за многолетние заслуги в германо-российских экономических отношениях. В 2006 году она перешла в православие.

## Награды и признание
- Офицерский крест ордена «За заслуги перед Федеративной Республикой Германия» (1999) — за особые заслуги в деле укрепления российско-германского экономического сотрудничества[1].
- Орден Дружбы (24 октября 2003 года, Россия) — за большой вклад в укрепление и развитие торгово-экономического сотрудничества между Российской Федерацией и Федеративной Республикой Германия[7].
- Знак отличия «За заслуги перед Москвой» (13 марта 2006 года) — за заслуги в укреплении дружбы между народами и большой личный вклад в развитие экономического сотрудничества между Федеративной Республикой Германией и Москвой[8].
- Почётная грамота Правительства Москвы (8 сентября 2005 года) — за большой личный вклад в развитие экономического сотрудничества между Федеративной Республикой Германией и Москвой[9].
- Благодарность Министра культуры и массовых коммуникаций Российской Федерации (15 марта 2006 года) — за большой вклад в развитие российско-немецких культурных связей[10].
- Почётный доктор Российской академии государственной службы при Президенте РФ (с 2007 года)[1].